# Nyctennomos
Nyctennomos là một chi bướm đêm thuộc họ Erebidae.